# Saša Peršon
Saša Peršon (Rijeka, 28. veljače 1965.), bivši je hrvatski nogometni reprezentativac.

## Igračka karijera

### Klupska karijera
Saša Peršon rođen je 28. veljače 1965. godine u Rijeci. Relativno kasno počeo se ozbiljnije baviti nogometom, kada je kao već šesnaestogodišnjak s prijateljima došao na trening NK Orijenta. Do tada se aktivno bavio rukometom i nastupao je za RK Orijent i RK Kvarner. Bio je vrlo dobar vratar, a čak je nastupao i u omladinskoj rukometnoj republičkoj reprezentaciji. Tek kada se RK Kvarner rasformirao Peršon je prešao u nogomet. Od juniora ubrzo postaje prvotimac, a u momčadi se ustalio kao zadnji vezni. Dres Orijenta nosi do 1986. godine kad postaje standardni prvotimac NK Rijeke. U dužem je razdoblju bio i kapetan momčadi s Kantride, gdje ostaje do 1990. godine kada prelazi u zagrebački Dinamo. Za Dinamo je odigrao 112 utakmica, od toga 46 u prvenstvenim utakmicama. Nakon dvije godine, 1992. godine prelazi u splitski Hajduk. U trogodišnjem razdoblju
igranja za Hajduk bio je član momčadi koja je osvojila prvenstvo Hrvatske u sezonama 1993./94. i 1994./95. Sudjelovao je i u osvajanju dva kupa Hrvatske i to u sezonama 1992./93. i 1994./95. Igrao je u četvrtfinalu Lige prvaka. 
Statistika u Hajduku
| Natjecanje        | Nastupi | Zgoditci |
| ----------------- | ------- | -------- |
| Prvenstvo         | 60      | 0        |
| Kup               | 18      | 0        |
| Superkup          | 2       | 0        |
| Međunarodne       | 8       | 0        |
| Splitski podsavez | 0       | 0        |
| Ukupno            | 88      | 0        |
| Prijateljske      | 73      | 2        |
| Sveukupno         | 161     | 2        |

Od 1995. do 1997. godine igra za momčad francuskog AS Cannesa, a potom se vraća kući, ponovno u NK Rijeku. Igrajući od 1997. do 1998. godine na Kantridi, završava igračku karijeru.

### Reprezentativna karijera
Kao član Dinama za hrvatsku reprezentaciju odigrao je od 1990. godine prve dvije utakmice u novijoj povijesti reprezentacije. Igrao je 17. listopada 1990. godine u Zagrebu, u prvoj povijesnoj prijateljskoj utakmici hrvatske nogometne reprezentacije od uspostave neovisnosti protiv reprezentacije SAD-a, u kojoj je Hrvatska pobijedila 2:1. Odigrao je i sljedeću utakmicu reprezentacije, u pobjedi protiv Rumunjske (2:0) u Rijeci 22. prosinca 1990. Od dresa reprezentacije
oprostio se, ovaj put kao član Hajduka, u prijateljskoj utakmici protiv Ukrajine (3:1) u Zagrebu, 25. lipnja 1993.

## Vanjske poveznice
- Profil, Hrvatski nogometni savez
- Statistika na hrnogomet.com